# 辰清镇
辰清镇，是中华人民共和国黑龙江省黑河市孙吴县下辖的一个乡镇级行政单位。

## 行政区划
辰清镇下辖以下地区：
春清村、辰清村、曙光村、核心村和宝泉村。